# Ephedra chilensis
Ephedra chilensis — вид голонасінних рослин класу гнетоподібних.

## Поширення, екологія
Країни проживання: Аргентина (Мендоса, Неукен); Чилі (Антофагаста, Maule, Сантьяго, Вальпараїсо). Записаний від 300 м до 3850 м. Чагарник 0,25 - 1,5 м заввишки. Росте на гарячих, крутих, сухих схилах серед пемзових скель і в альпійських зонах. Квіти є з грудня по лютий.

## Використання
Стебла більшості членів цього роду містять алкалоїд ефедрин і відіграють важливу роль в лікуванні астми та багатьох інших скарг дихальної системи.

## Загрози та охорона
Серйозних загроз не відомо в даний час. Не відомо, чи є в ботанічних садах. Незважаючи на широкий ареал, відомі колекції недостатньо охоплені мережею охоронних територій. Два зразка були зібрані для Насіннєвого банку тисячоліття та рослини є у 20 ботанічних садах. Подальші дослідження в області повинні бути направлені, щоб зібрати більше інформації про чисельність населення і потенційні майбутні загрози.